# Piper prunifolium
Piper prunifolium là một loài thực vật có hoa trong họ Hồ tiêu. Loài này được J.Jacq. miêu tả khoa học đầu tiên năm 1816.